# Ambachtsschool (Maastricht)
De Ambachtsschool is een voormalig schoolgebouw aan de Sint Maartenslaan in het centrum van de Nederlandse stad Maastricht. Het pand heeft ruim zeventig jaar dienstgedaan als school, eerst als ambachtsschool, daarna als lts, mts en ito-school. Van 1994 tot 2021 was het een bedrijfsverzamelgebouw annex buurthuis. Na restauratie is het gebouw sinds 2024 onderdeel van het hoofdkantoor van DSM-Firmenich. Het gebouw uit 1911 is sinds 1997 een rijksmonument.

## Geschiedenis

### Ambachtsonderwijs in Maastricht
Tot ver in de negentiende eeuw betekende het leren van een ambacht dat men in de leer moest bij een vakman. In 1886 bepleitte het gemeenteraadslid Frans Fouquet (1822-1908), tevens 'armendokter' en lid van de schoolcommissie, de oprichting van een ambachtsschool in Maastricht. Tegenstanders, waaronder Victor de Stuers en diverse kleine ondernemers, voerden aan dat al die theorievakken weinig nut hadden voor een ambachtsman. De bestaande Burgeravondschool (1867-1921) en het Stadsteekeninstituut (1898-1926) vreesden concurrentie. Een gemeentelijke commissie vergeleek in 1907 de voor- en nadelen van een dagschool, een avondschool en het leerlingstelsel voor het ambachtsonderwijs, maar kwam niet tot een eensluidend advies. De oprichting van de Maastrichtse ambachtsschool was uiteindelijk een particulier initiatief van de Vereeniging Ambachtsschool voor Maastricht en omstreken. Met name de priester Gerrit van Rijt (1870-1959) speelde hierin een voortrekkersrol. Vanaf 1910 steunde de gemeente het initiatief, omdat anders geen rijkssubsidie verkregen kon worden.
Over de statuten van de op te richten school vond enige discussie plaats, met name over het confessionele karakter. De inspecteur voor het middelbaar vakonderwijs benadrukte bij burgemeester en wethouders dat de school voor alle gezindten toegankelijk moest zijn. Godsdienstonderricht mocht niet verplicht worden gesteld en mocht ook niet met overheidsgelden worden gefinancierd. Het Ministerie van Binnenlandse Zaken eiste dat een paragraaf, waarin was opgenomen dat de bisschop van Roermond invloed had op de samenstelling van het bestuur, uit de statuten werd geschrapt. Toch kreeg de school in de praktijk een duidelijk katholieke signatuur, hetgeen geen verwondering hoeft te wekken in een stad waar 92% van de bevolking katholiek was.

### Oprichting en bouw van de Ambachtsschool
Op 3 april 1911 ging de bouw van start. De gemeente had hiervoor een terrein van 3700 m² ter beschikking gesteld, aan de Sint Maartenslaan in de relatief nieuwe Stationsbuurt. Het ontwerp was van de eerste schooldirecteur, Hermanus Gradus Burgers (1875-1960), en de jong gestorven Vlaamse architect Louis Ernest Charels (1875-1912). Burgers was afkomstig uit Erlecom bij Nijmegen en was onder andere leraar geweest aan de ambachtsschool in Nijmegen en directeur van de ambachtsschool in Hulst. Mogelijk was hij in Zeeuws-Vlaanderen in contact gekomen met de Bruggenaar Charels.
De architecten hebben bij hun ontwerp gestreefd naar een herleving van de Hollandse renaissance. De vele trapgevels, dakkapellen en segmentbogen, en de combinatie van baksteen en natuursteen verwijzen onder andere naar de gebouwen van de Vlaming Lieven de Key (ca. 1560-1627) in Haarlem en Leiden. Met name de overeenkomsten met de Haarlemse Vleeshal zijn frappant. Verschillende gevelversieringen moesten duidelijk maken dat dit een school voor ambachtsonderwijs was. Aannemer was J. Mesters uit Wyck, die de opdracht kreeg het gebouw waterdicht en tochtvrij op te leveren. De verdere afwerking zou gedaan worden door de leerlingen van de school.
Van de bouw is een fotoserie bewaard gebleven van de eerder genoemde priester en amateurfotograaf Gerrit van Rijt. Van Rijt was in deze periode kapelaan van de Wycker Sint-Martinusparochie (1910-1921) en tevens directeur van de Patronaatstekenschool voor jeugdige werklieden (1903-1929). Vanaf 1910 was hij als secretaris van de Vereeniging Ambachtsschool voor Maastricht en omstreken direct betrokken bij de bouw van de nieuwe school.
Foto's van de bouw door Gerrit van Rijt (1911)

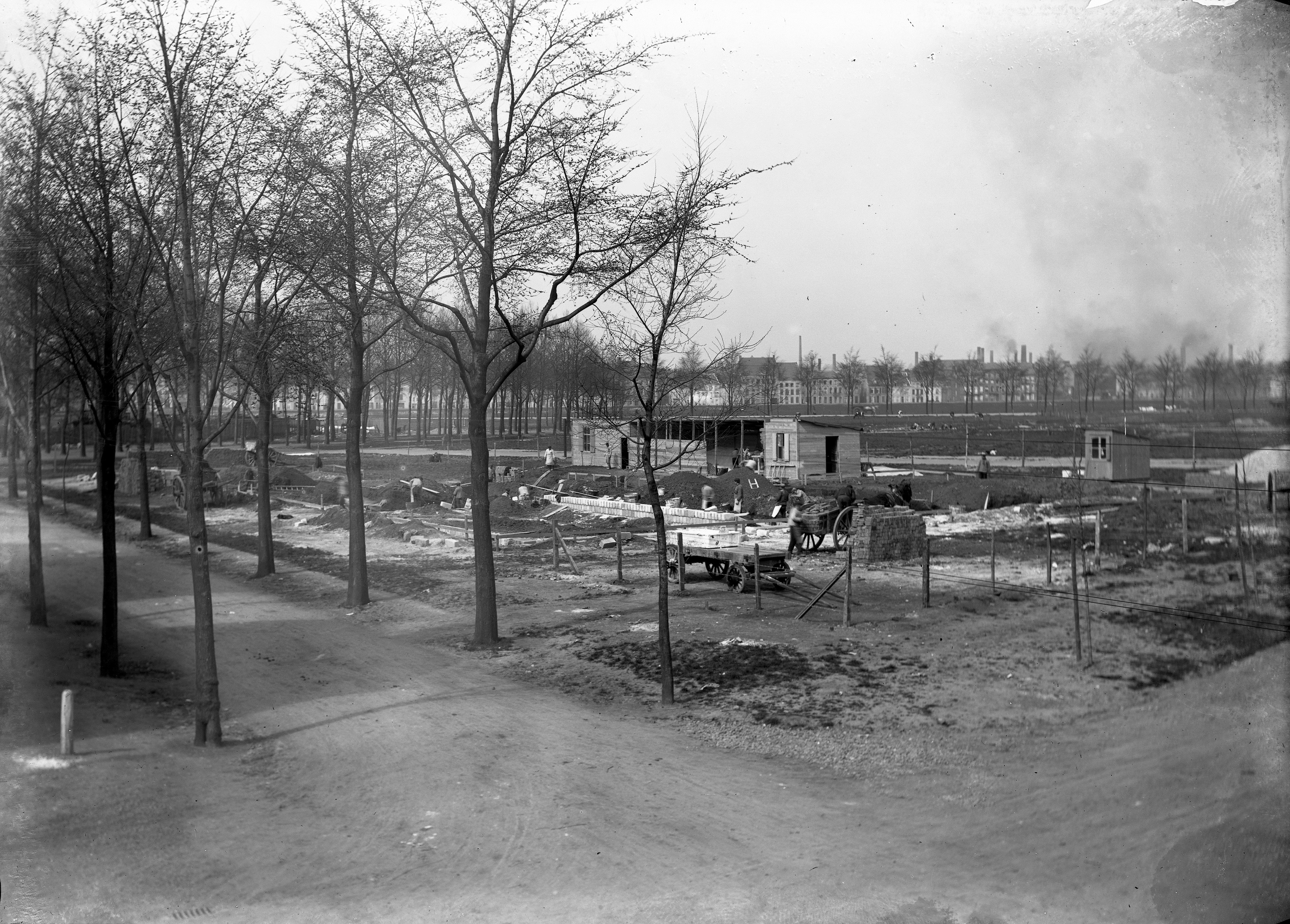
Bouwterrein
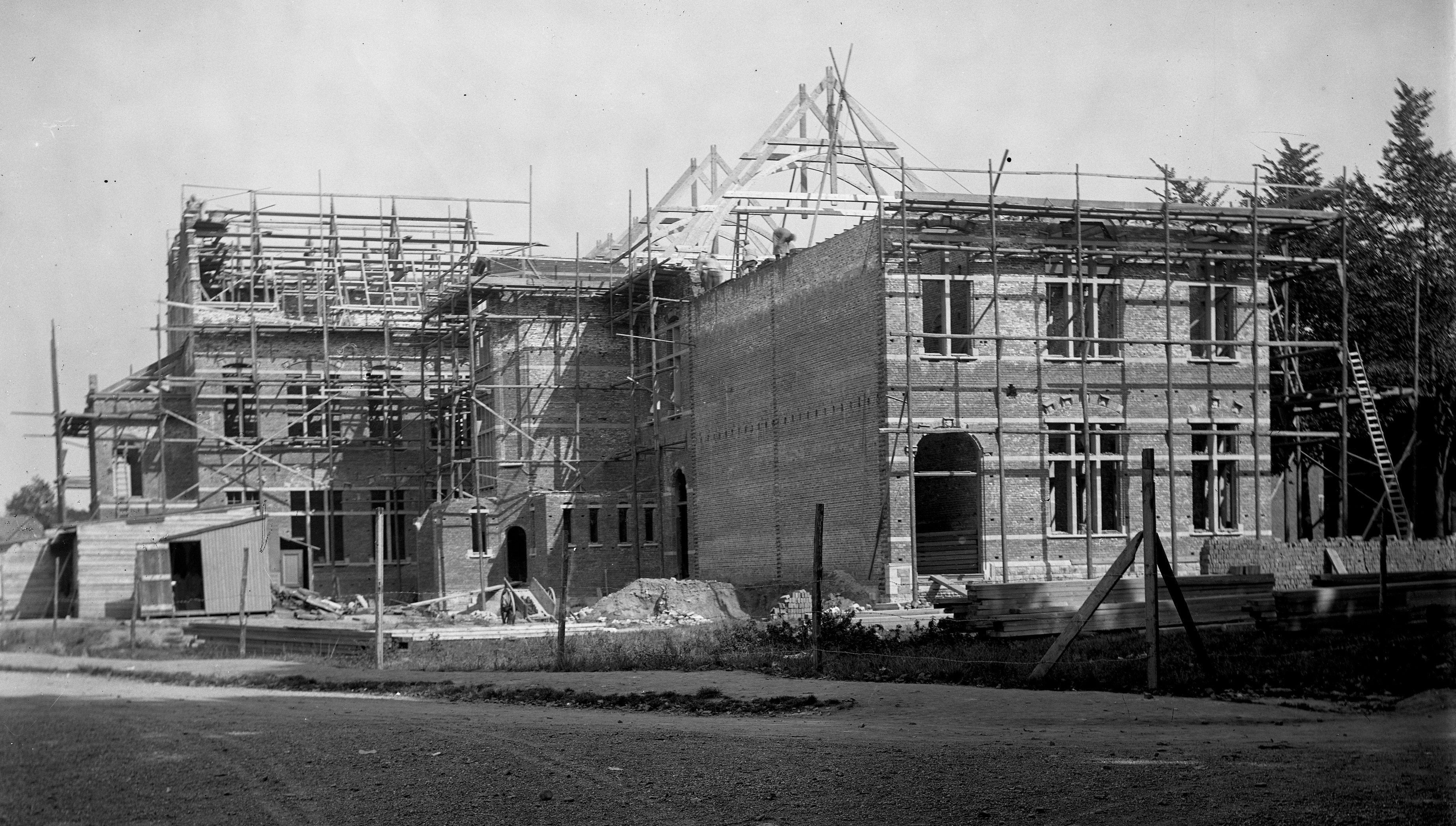
Hoek Wilhelminasingel
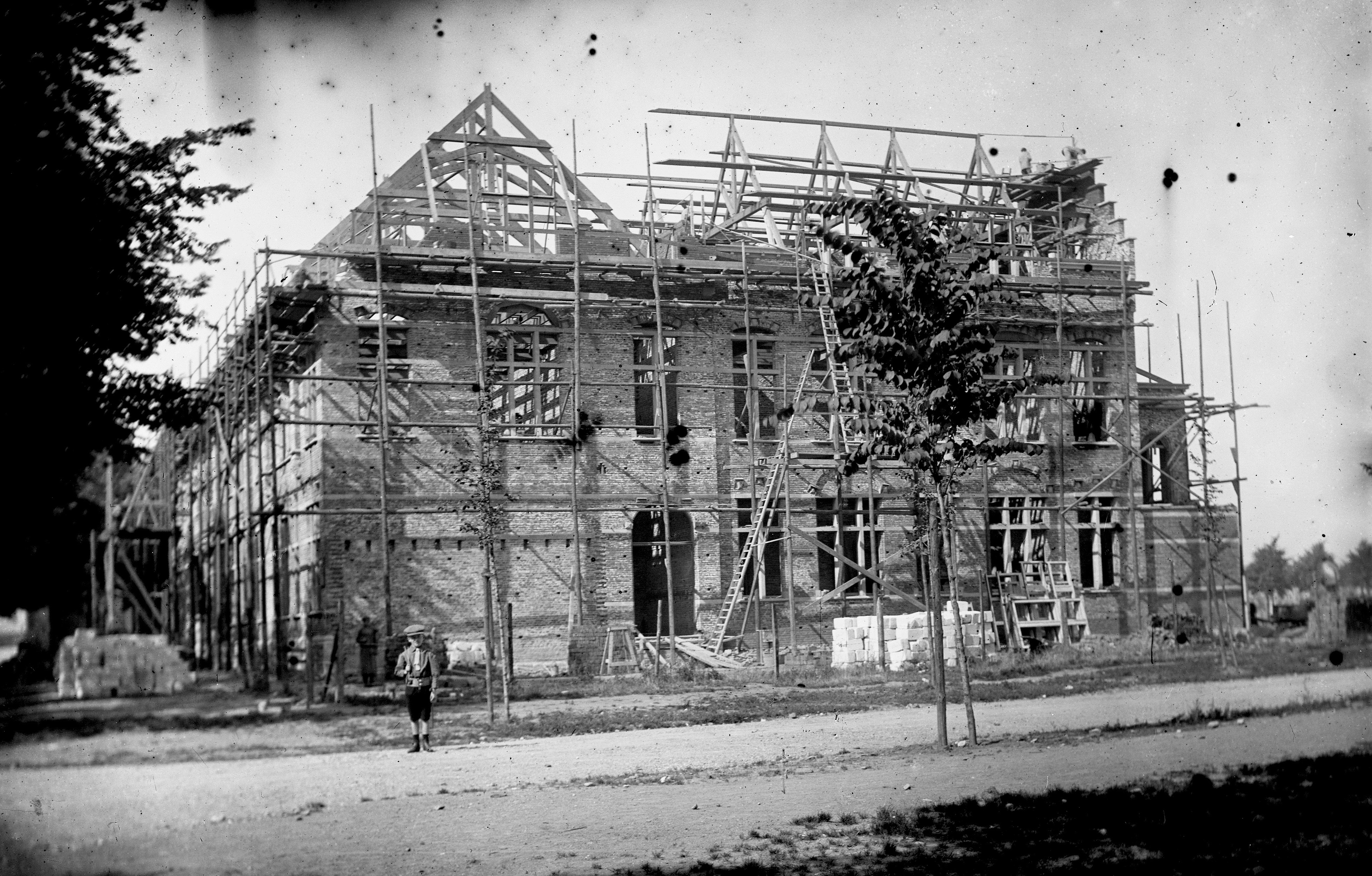
Hoek Turennestraat
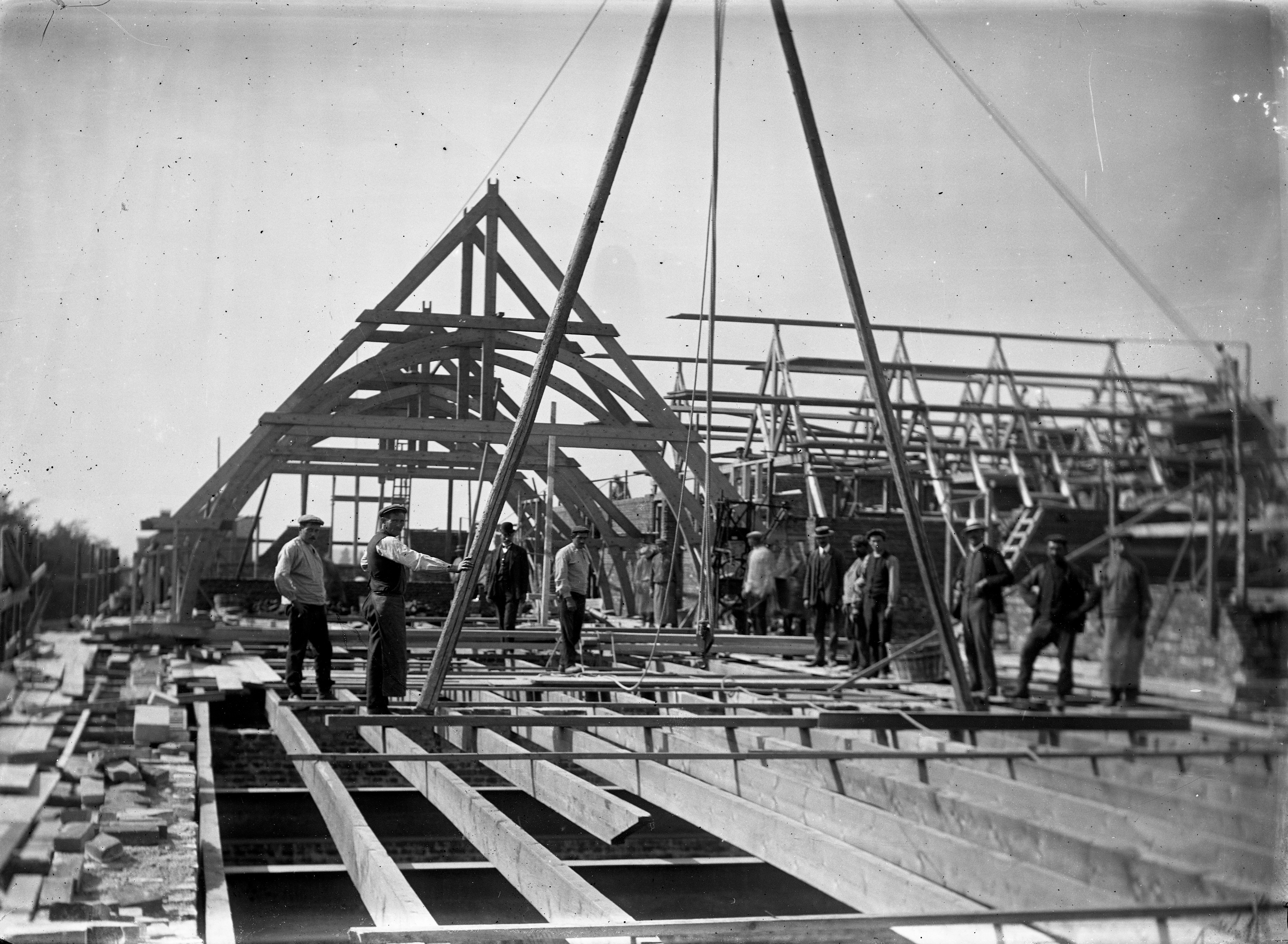
Dakconstructie

### Van ambachtsschool naar lts/mts/ito (1911-1983)

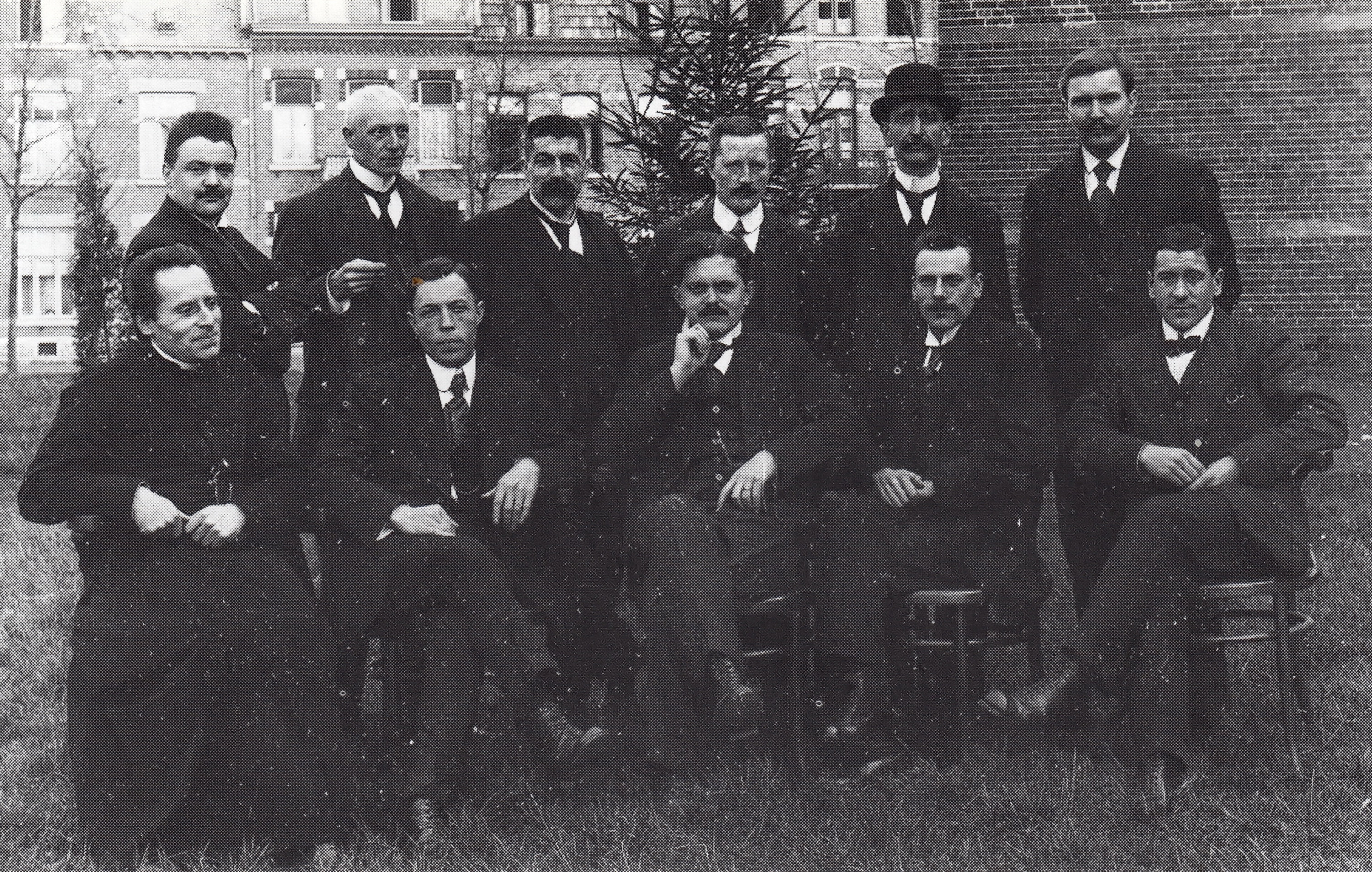
Groepsfoto bestuur en lerarencorps, 1912. Zittend, links: kapelaan Van Rijt; midden: directeur Burgers

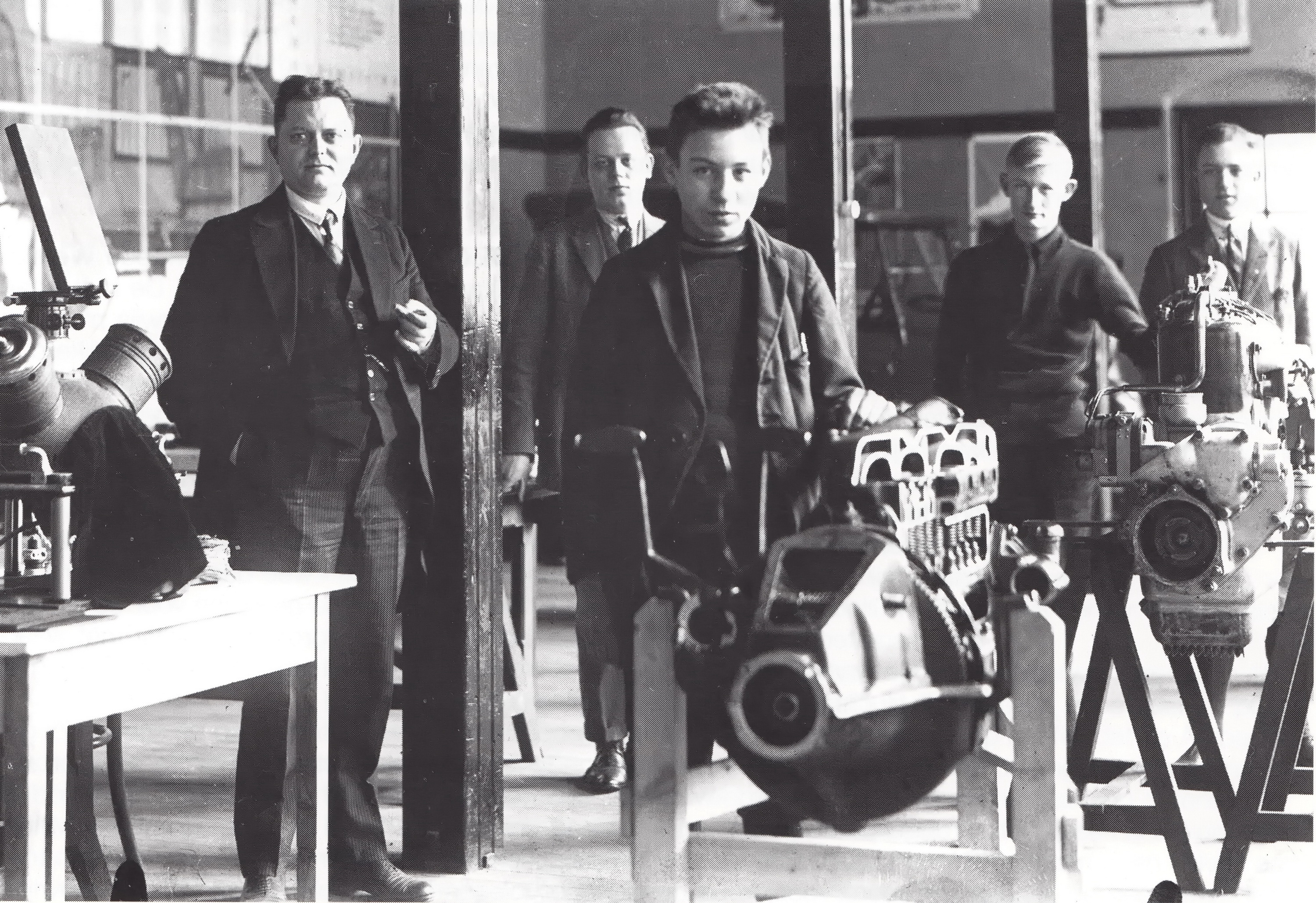
Afdeling autotechniek, ca. 1930. Links directeur Bus en onderdirecteur Nijst

Op 14 april 1912 werd het nieuwe schoolgebouw ingezegend door deken monseigneur Menten, twee weken later gevolgd door de officiële opening door minister Heemskerk van Binnenlandse Zaken. De eerste lessen met twee docenten en 42 leerlingen waren al eerder, op 2 december 1911, begonnen: 16 leerlingen volgden de opleiding timmeren; 26 deden metaalbewerken ('smederij'). Enkele maanden later werden meubelmaken en schilderen aan het aanbod toegevoegd, waarna het aantal leerlingen toenam tot 67. Alle opleidingen duurden aanvankelijk drie jaar. Daarnaast waren er avondcursussen: metselen en elektriciteit. In 1916 poogde het gemeentebestuur een afdeling middelbaar technisch onderwijs (mts) aan de school toe te voegen, maar de aanvraag werd door het Rijk afgewezen en deze vorm van onderwijs ging naar Heerlen. Het zou tot 1962 duren voordat Maastricht een mts kreeg.
Directeur Burgers werd in 1917 opgevolgd door de uit Bussum afkomstige Hendrik Rutgerius Bus (1888-1945), die bekend stond als vrij autoritair. Bus zorgde er overigens wel voor dat de school in Maastricht een goede naam kreeg door de vele maatschappelijke activiteiten die de school ontplooide. Zo werkten leraren en leerlingen van de Ambachtsschool mee aan de totstandkoming van de berenkuil in het Stadspark, en bouwde men voor het bezoek van koningin Wilhelmina in 1925 een praalwagen. Het aantal leerlingen aan de dagopleiding bedroeg in de jaren dertig 375; aan de avondopleiding waren dat er 450. Vanwege de groei van zowel het aantal leerlingen als cursussen moest de school diverse malen uitbreiden, onder andere in 1918, 1931 en 1938. Desalniettemin werden elk jaar leerlingen wegens plaatsgebrek afgewezen.
Tijdens de Tweede Wereldoorlog werd directeur Bus, vanwege zijn Duits-onvriendelijke houding, gedwongen zijn functie neer te leggen en enige tijd door te brengen in de interneringskampen Vught en Sint-Michielsgestel. Begin september 1944, enkele weken voor de bevrijding van Maastricht, werd de school gesloten en door de bezetter opgeëist. Op 2 oktober, na de bevrijding, werd hier het tijdelijk onderkomen voor de staf van het Amerikaanse 9e Leger gevestigd. Daarna was het gebouw enige maanden in gebruik als repatriëringsstation van vooral uit Duitse concentratiekampen bevrijde Polen en Russen. Een deel van de school was quarantaineplaats voor tyfuslijders. Op 23 juni 1945 werd het gebouw aan het schoolbestuur overgedragen. In deze periode is veel meubilair, les- en archiefmateriaal verloren gegaan. Na enig herstelwerk kon op 1 september het onderwijs worden hernomen.
Eind 1945 overleed directeur Bus. Hij werd opgevolgd door de Maastrichtenaar Ivon Philomène Servais Nijst (1900-1992), die toen al twintig jaar als leraar aan de school verbonden was. Hij zou eveneens twintig jaar directeur blijven. Nijst zette zich onder meer in voor de verbetering van het theoretisch onderwijs. Ook stimuleerde hij de vorming van jonge werklieden in het leerlingstelsel en aan zogenaamde levensscholen (in Maastricht de Pater Fortisschool). Vanaf 1951 heette de Ambachtsschool officieel Technische School op R.K. Grondslag. Midden jaren vijftig telde de school 650 leerlingen, terwijl het gebouw berekend was op 400 leerlingen. In 1956 moesten 80 leerlingen worden afgewezen. Door het ruimtegebrek kon de school zich niet verder ontwikkelen. In april 1960 begon de bouw van de nieuwe ambachtsschool, vanaf 1968 officieel lts genoemd, aan de Juliana van Stolberglaan in Scharn. In juni 1962 vond de opening plaats. Anno 2021 is het gebouw onderdeel van het VISTA college.
Door het gereedkomen van de nieuwe school kwam er in het gebouw aan de Sint Maartenslaan ruimte voor nieuwe ontwikkelingen. Al in 1961 was hier het uitgebreid technisch onderwijs (uts), een voorloper van de mts, van start gegaan. Directeur was P.J. Keysers, docent metaalbewerking en oud-leerling van de Ambachtsschool. De driejarige uts werd meteen een succes en nam al spoedig een groot deel van het oude gebouw aan de Sint Maartenslaan in beslag. In 1965 ging in hetzelfde gebouw het individueel technisch onderwijs (ito) van start, bedoeld voor leerlingen die na de lagere school nog niet toe waren aan theoretisch onderwijs. Nijst, die hier de grondslag voor had gelegd, ging in hetzelfde jaar met pensioen. Zijn opvolger werd C. Starren, terwijl A. Luijten directeur van de ito-school werd. Deze groeide uit tot een der grootste van het land met ongeveer 600 leerlingen. Hoewel de combinatie ito-uts (vanaf 1968 mts) door de niveauverschillen niet erg voor de hand lag, duurde het tot 1980 voordat de mts een eigen onderkomen kreeg aan de Bemelergrubbe, eveneens in Scharn. De ito-school bleef nog tot 1983 in het oude gebouw, maar als gevolg van de teruglopende leerlingenaantallen trok de school in dat jaar bij de lts in.

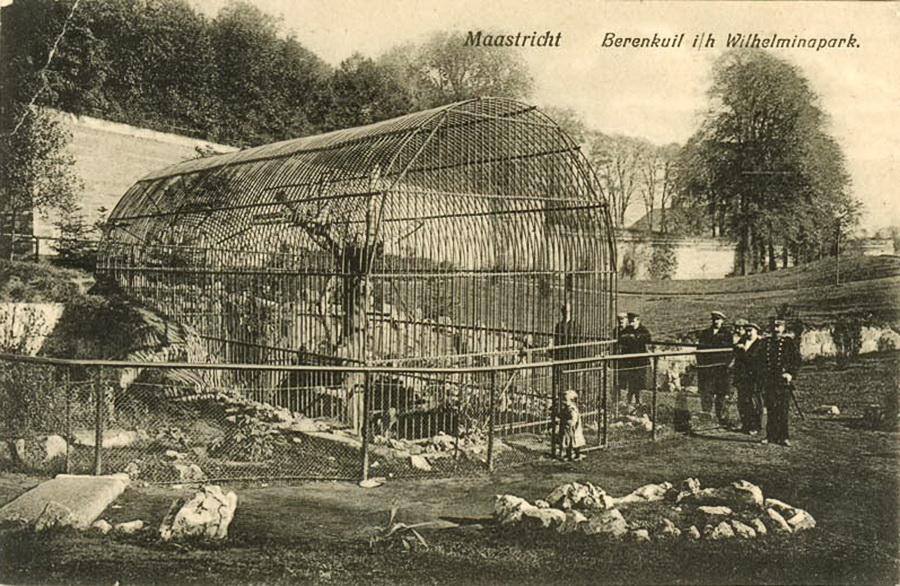
Berenkuil Stadspark, door leerlingen gebouwd, ca. 1920
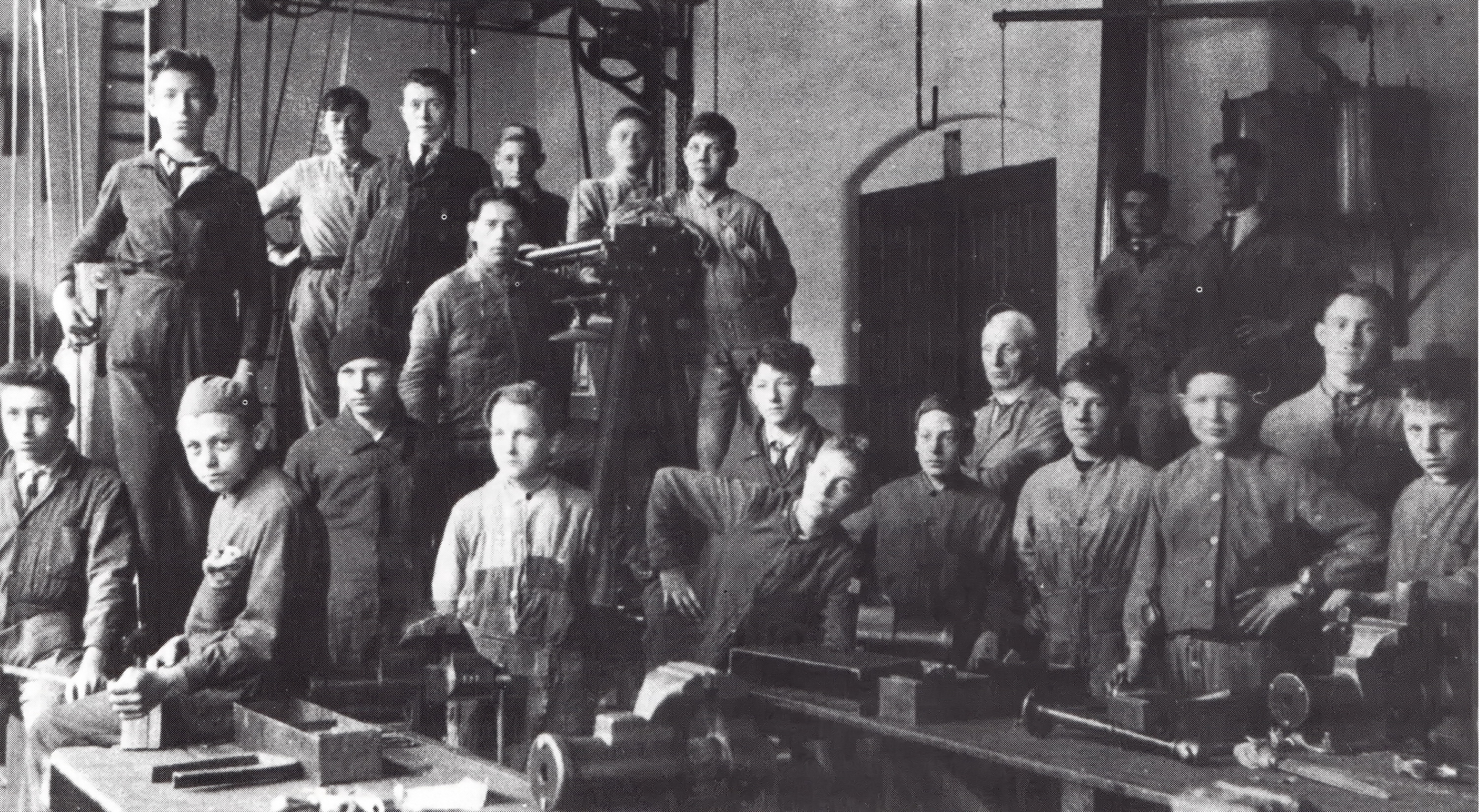
Afdeling bankwerken, 1925
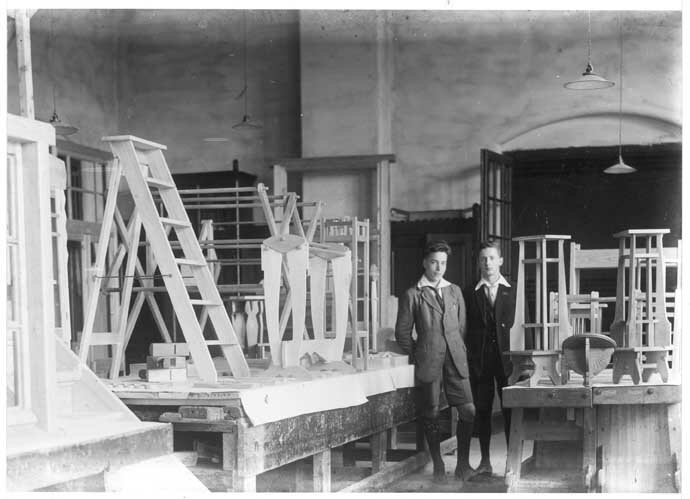
Afdeling houtbewerken, ca. 1930
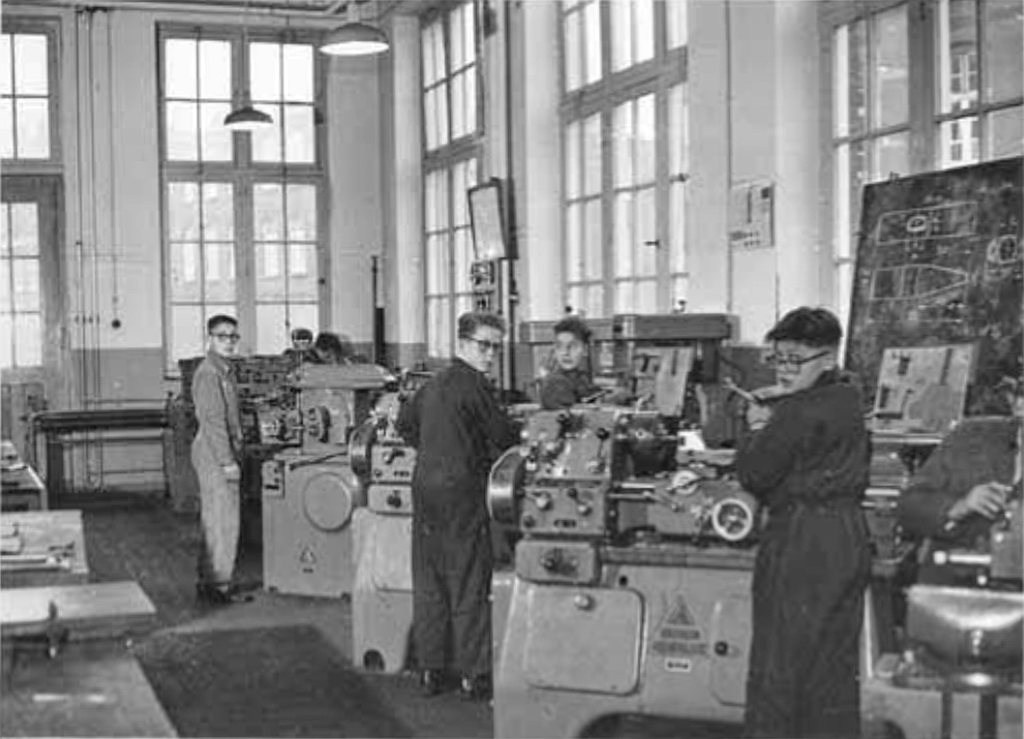
Afdeling metaalbewerken, ca. 1960

### Bekende oud-leerlingen en docenten
- Willy Gorissen (1915-2006), kunstschilder; volgde de opleiding tot huisschilder
- Gerard Caris (1925-2025), beeldend kunstenaar
- Jo Janssen (1959), architect; volgde de mts-opleiding

### Van leegstand naar bioscoop, buurthuis en bedrijfsverzamelgebouw (1983-2021)
De vanaf 1983 leegstaande Ambachtsschool was omstreeks 1990 sterk verloederd, onder meer door de aanwezigheid van alcoholisten, drugsverslaafden en daklozen. Er werd brand gesticht en in een artikel in de Volkskrant werd gesproken van het "heroïne-hotel aan de Maas".
In 1992 werd een plan gepresenteerd van projectbureau Codacq, in samenwerking met architectenbureau Hoen, dat voorzag in behoud en renovatie van het hoofdgebouw van de Ambachtsschool en de portierswoning, sloop van de zijvleugels en nieuwbouw op het achterterrein. Daar moest een bioscoop verrijzen met zes zalen en in totaal 1678 zitplaatsen. Als toekomstige exploitant meldde zich de toenmalige eigenaar van de Mabi-bioscoop aan de Kleine Gracht, maar deze verkocht het project nog voor de start van de bouw aan The Cannon Group. Kort daarna veranderde door een fusie de naam Cannon in MGM Cinemas. In oktober 1992 begon de sloop op het achterterrein van de Ambachtsschool. In mei 1993 ging de renovatie van het hoofdgebouw van start. De gymzaal op de begane grond van het linkerdeel van de school werd verbouwd tot grand café. Onder de nieuwbouw werd een parkeergarage gerealiseerd. De totale kosten bedroegen 13,5 miljoen gulden. Op 28 september 1994 opende de nieuwe MGM-bioscoop. De bioscoop wisselde diverse malen van eigenaar (o.a. Pathé Cinemas, Minerva Theaters en Euroscoop) en sloot op 15 maart 2020 definitief zijn deuren.
In de portierswoning en in het rechterdeel van de begane grond van het schoolgebouw werd een buurthuis gevestigd van Stichting Traject. Dit verving het voormalige Martinushuis aan de Hoogbrugstraat. In het linkerdeel van de benedenverdieping was anno 2021 een restaurant gevestigd. De rest van de gerenoveerde Ambachtsschool kreeg de bestemming bedrijvencentrum, waar startende ondernemers relatief goedkoop bedrijfsruimte konden huren. Op de eerste en tweede (kap)verdieping bevonden zich 21 bedrijfsruimten en kantoren, in oppervlakte variërend van 21 tot 46 m². Het gebouw bleef eigendom van de gemeente Maastricht. De toewijzing van de bedrijfsruimtes vond plaats via de BV Bedrijven Centra Limburg, beheerd door het LIOF en de Kamer van Koophandel, later via het Team Ondernemen Maastricht van de gemeente Maastricht.

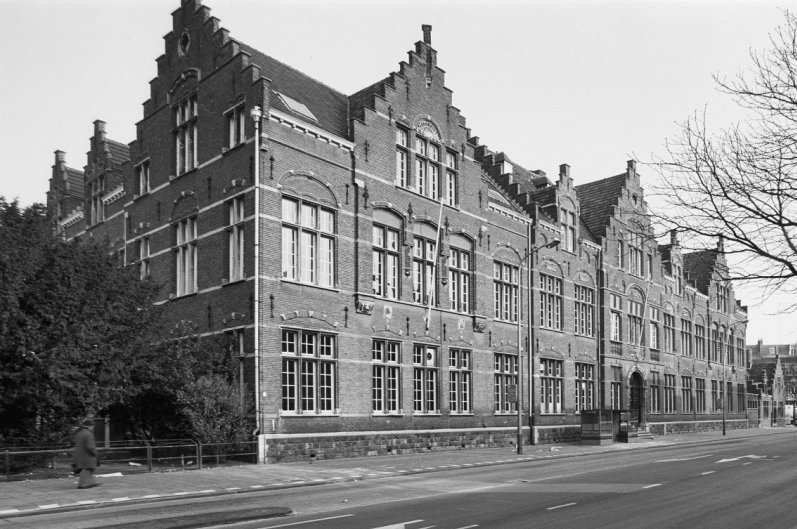
Gebouw kort voor het vertrek van de ito-school, 1983
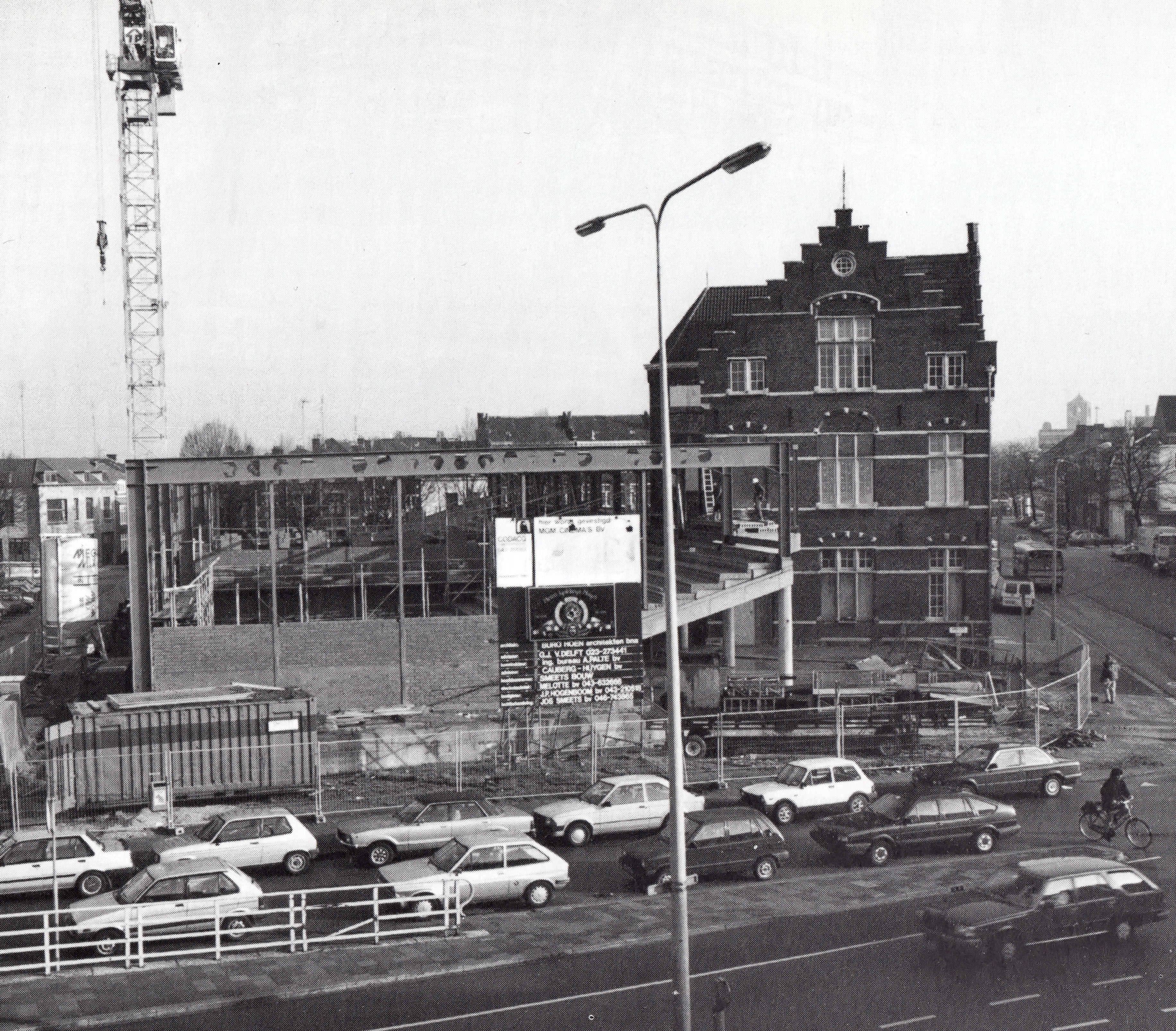
Nieuwbouw bioscoop aan de Wilhelminasingel, 1994
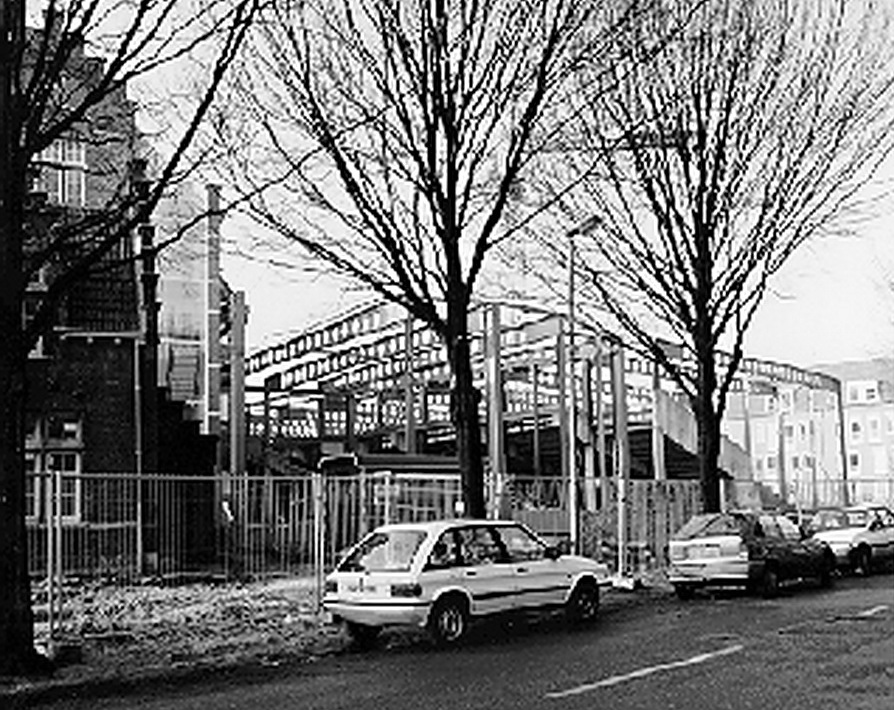
Bouwplaats gezien vanaf de Turennestraat, 1994
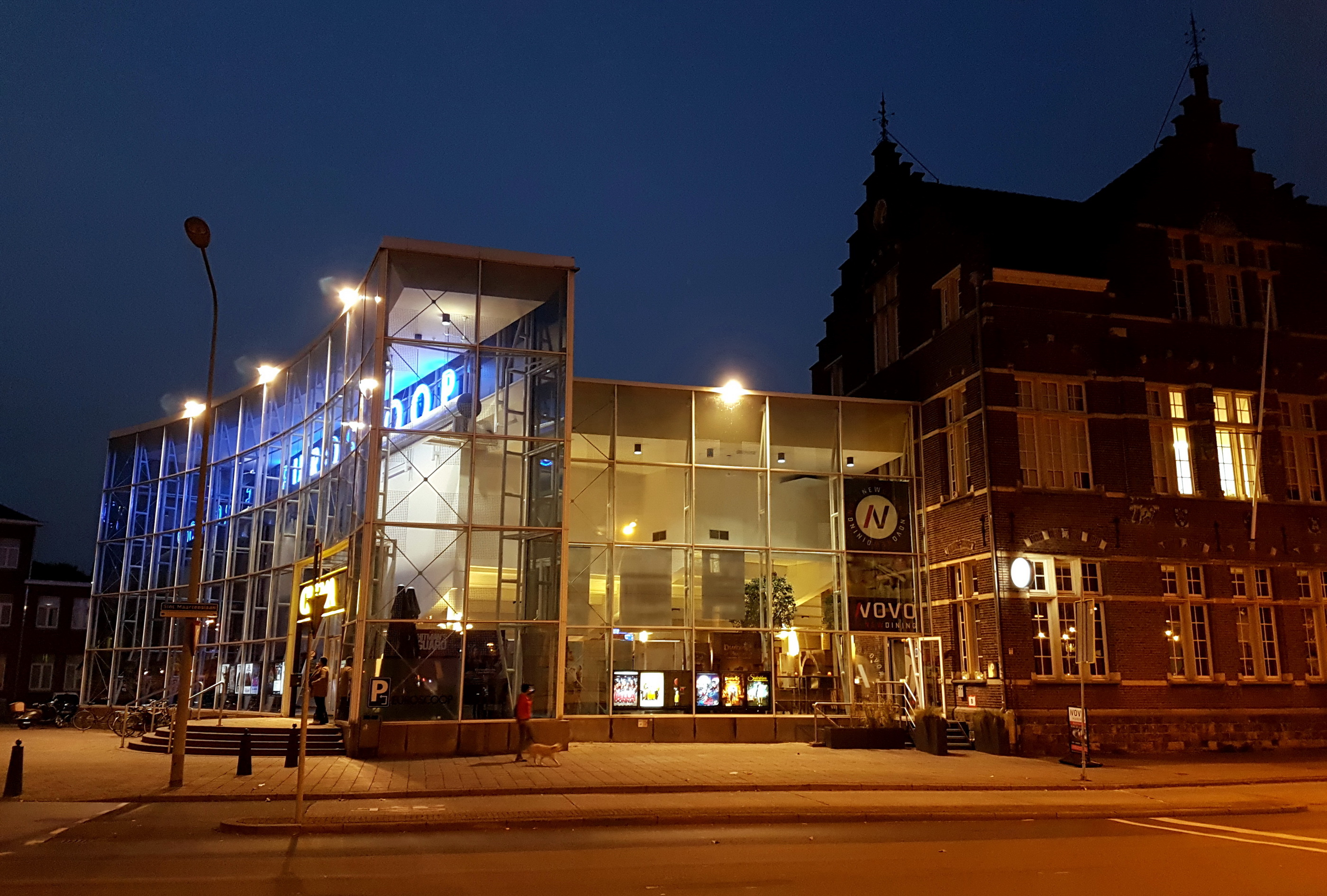
Euroscoop en deel Ambachtsschool, 2017

### Hoofdkantoor DSM-Firmenich (vanaf 2024)

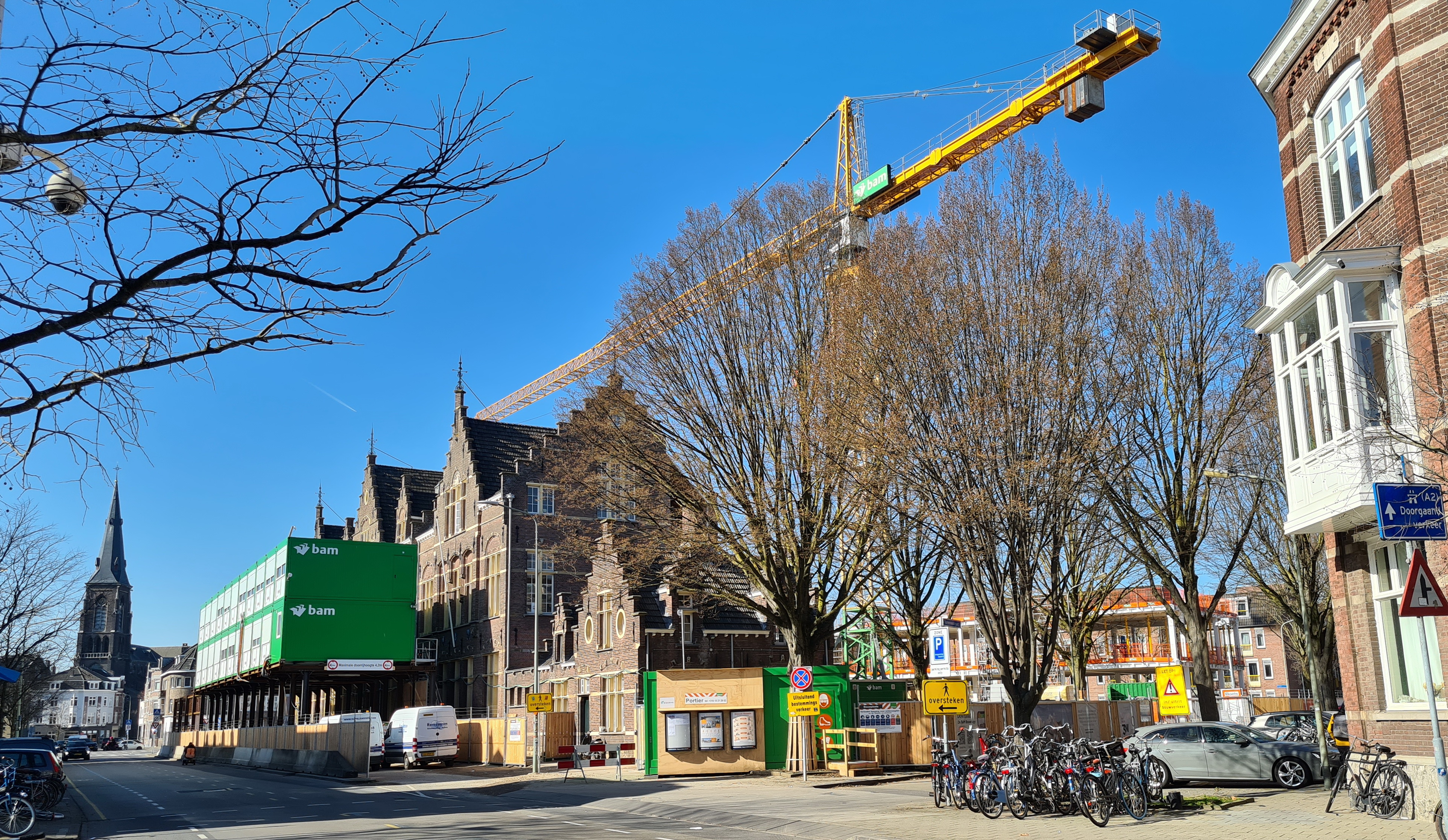
Ambachtsschool en bouwterrein kantoor DSM-Firmenich, maart 2023

In 2021 werd bekend dat het Nederlandse chemiebedrijf Koninklijke DSM (in 2023 gefuseerd met het Zwitserse Firmenich) haar wereldwijde hoofdkantoor wilde verplaatsen van Heerlen naar Maastricht. De aankondiging van de verhuizing veroorzaakte een politieke rel in Limburg, enerzijds vanwege het "verraad van DSM" jegens de Oostelijke Mijnstreek, waar het bedrijf begin twintigste eeuw ontstond, anderzijds vanwege toegezegde subsidies van de Provincie Limburg en de Gemeente Maastricht, bedoeld voor de herbestemming van het gebouwencomplex in Maastricht. Uiteindelijk zag DSM van de subsidies van in totaal 3,5 miljoen euro af.
Van 2022 tot 2024 werd de voormalige Ambachtsschool gerestaureerd en heringericht en werd de eraan vast gebouwde bioscoop grotendeels gesloopt (alleen de parkeergarage bleef behouden) en verbouwd tot een energiezuinig kantorencomplex met vergaderruimten. In beide gebouwdelen werden in totaal 400 flexwerkplekken gerealiseerd voor circa 700 medewerkers. De verbouwingskosten bedroegen naar schatting 35 miljoen euro. Het nieuwe hoofdkantoor werd op 30 mei 2024 geopend door koningin Máxima.

## Beschrijving

### Exterieur hoofdgebouw
Het schoolgebouw van de architecten H.G. Burgers en L.E. Charels is gebouwd in de stijl van de neorenaissance en verwijst daarbij vooral naar de Hollandse renaissance. Het is in de lengterichting gesitueerd langs de Sint Maartenslaan. De plattegrond is min of meer rechthoekig; alleen het trappenhuis aan de achterzijde is uitgebouwd. Het gebouw bestaat uit een souterrain, twee hoofdverdiepingen en een kapverdieping onder een hoog opgaand zadeldak. De in kruisverband gemetselde bakstenen gevels rusten op een plint van Kunrader kalksteen met souterrainopeningen. De vensters hebben afwisselend segment- of rondboogvormige omlijstingen met vulstukken, waarvan een aantal voorzien zijn van spreuken: "rust roest", "kennis is macht", "arbeid adelt", "oefening vormt den meester" en "bid en werk". Verdere geveldetailleringen bestaan uit hardstenen hoekstukken en lijsten, mergelstenen speklagen, venstertraceringen in hardsteen en mergel, consoles, trapgevelafdekkingen en sierankers.

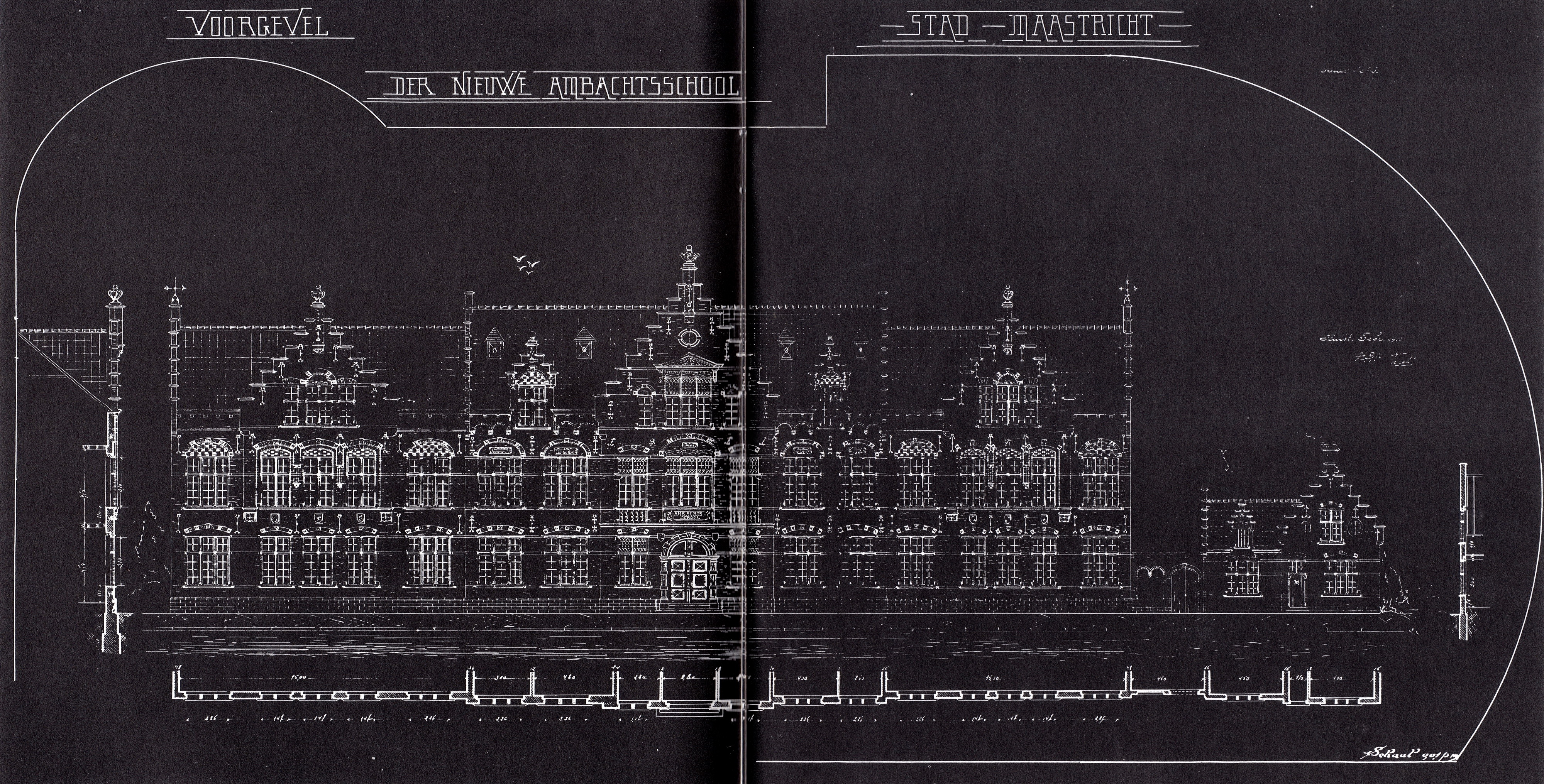
Ontwerptekening voorgevel, 1911

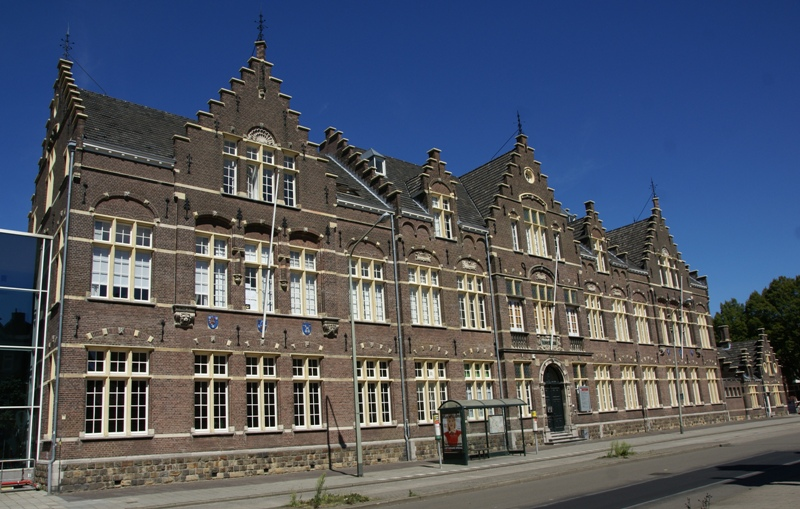
De gevel aan de Sint Maartenslaan, 2012

De hoofdgevel aan de Sint Maartenslaan is volledig symmetrisch opgebouwd en bestaat uit een middenvolume van zeven traveeën en twee zijvolumes van elk vijf traveeën. Het middenvolume heeft een risalerend middendeel van drie traveeën, dat de centraal geplaatste entreepartij bevat. De entree bestaat uit een rondbogige poort met dubbele houten deuren, in een rijkversierde natuurstenen lijst met diamantkoppen, composietkapitelen en een sluitsteen met leeuwenkop. Aan weerszijden van de rondboog zijn reliëfs aangebracht van de Nederlandse leeuw en het Limburgse provinciewapen. De entree wordt geflankeerd door kruiskozijnvensters met bovenlichten voorzien van glas in lood. Op de verdieping boven de entree bevindt zich een dubbel kruiskozijnvenster met daaronder een gebeeldhouwde steen met het opschrift "Technische School". Aan weerszijden van dit venster bevinden zich Franse balkons met hardstenen balusters. Boven de eerste verdieping zijn muurankers in de vorm van het jaartal "1911" aangebracht. De middenrisaliet wordt bekroond door een brede trapgevel met een smeedijzeren pinakel. Binnen het gevelvlak bevinden zich een breed venster, twee smalle vensters en een rond topgevelvenster. De terugliggende geveldelen die de middenrisaliet flankeren hebben twee traveeën. Ze eindigen elk in een dakkapel met een trapgeveltje, en daartussen gemetselde rondboogfriezen. De half in de gevel verzonken dakkapellen hebben kruiskozijnen; de lager geplaatste vensters hebben dubbele kruiskozijnen.
Het linker- en rechterdeel van de hoofdgevel hebben ongeveer dezelfde opbouw als het middendeel, maar zijn iets smaller (vijf traveeën). De terugliggende geveldelen zijn hier slechts een travee breed. De drie middelste traveeën vormen een risaliet, die echter niet doorloopt tot de benedenverdieping. De risalieten worden geaccentueerd door lisenen met consoles die versierd zijn met leeuwenkoppen. Tussen de consoles zijn wapenschilden aangebracht met kleurrijke afbeeldingen van gereedschappen zoals hamers, zagen, passers, nijptangen en penselen. De drieledige vensters in de trapgevels zijn voorzien van rondbogige vulstukken met gestucte schelpmotieven.
De slechts ten dele zichtbare zijgevels zijn eveneens voorzien van trapgevels. In de oostelijke zijgevel zijn nog twee van de oorspronkelijk drie vensterassen aanwezig. De rechtertravee is vervangen door een glaswand, waarachter een nieuw trappenhuis schuilgaat. De westelijke zijgevel is minder ingrijpend gewijzigd, maar wordt door de nieuwbouw deels aan het oog onttrokken. De achtergevel – voor zover nog aanwezig – gaat eveneens schuil achter het aangebouwde kantorencomplex.
Het zadeldak met deels nog originele muldendakpannen wordt onderbroken door insteekkappen, die eindigen in trapgevels. De drie hoofdvolumes van het gebouw worden ook op dakniveau visueel van elkaar gescheiden door getrapte scheimuren. Het middenvolume bevat originele dakkapellen. De overige dakvensters zijn later geplaatst. De houten bakgoten steunen op klossen.

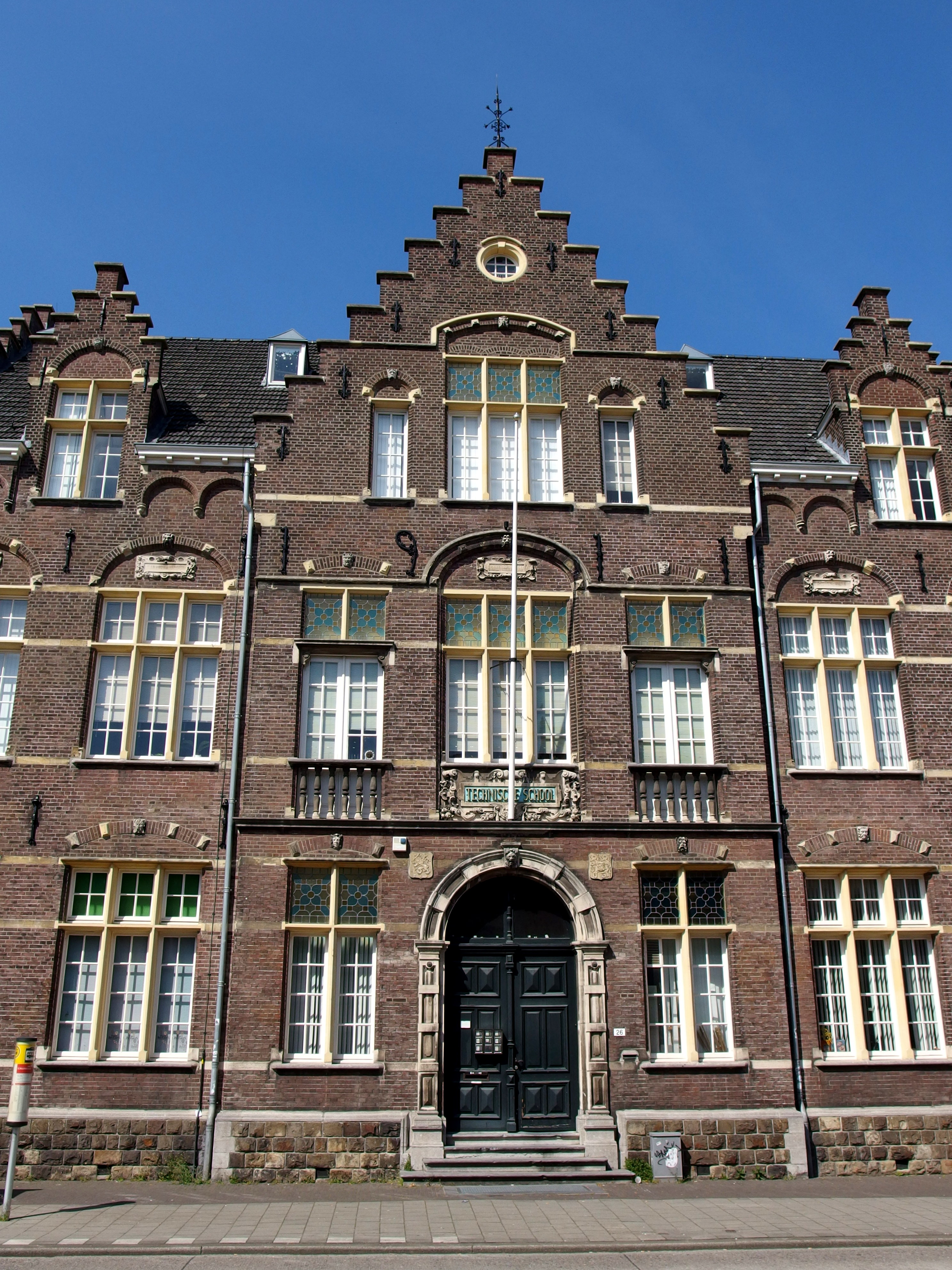
Middendeel: entreepartij
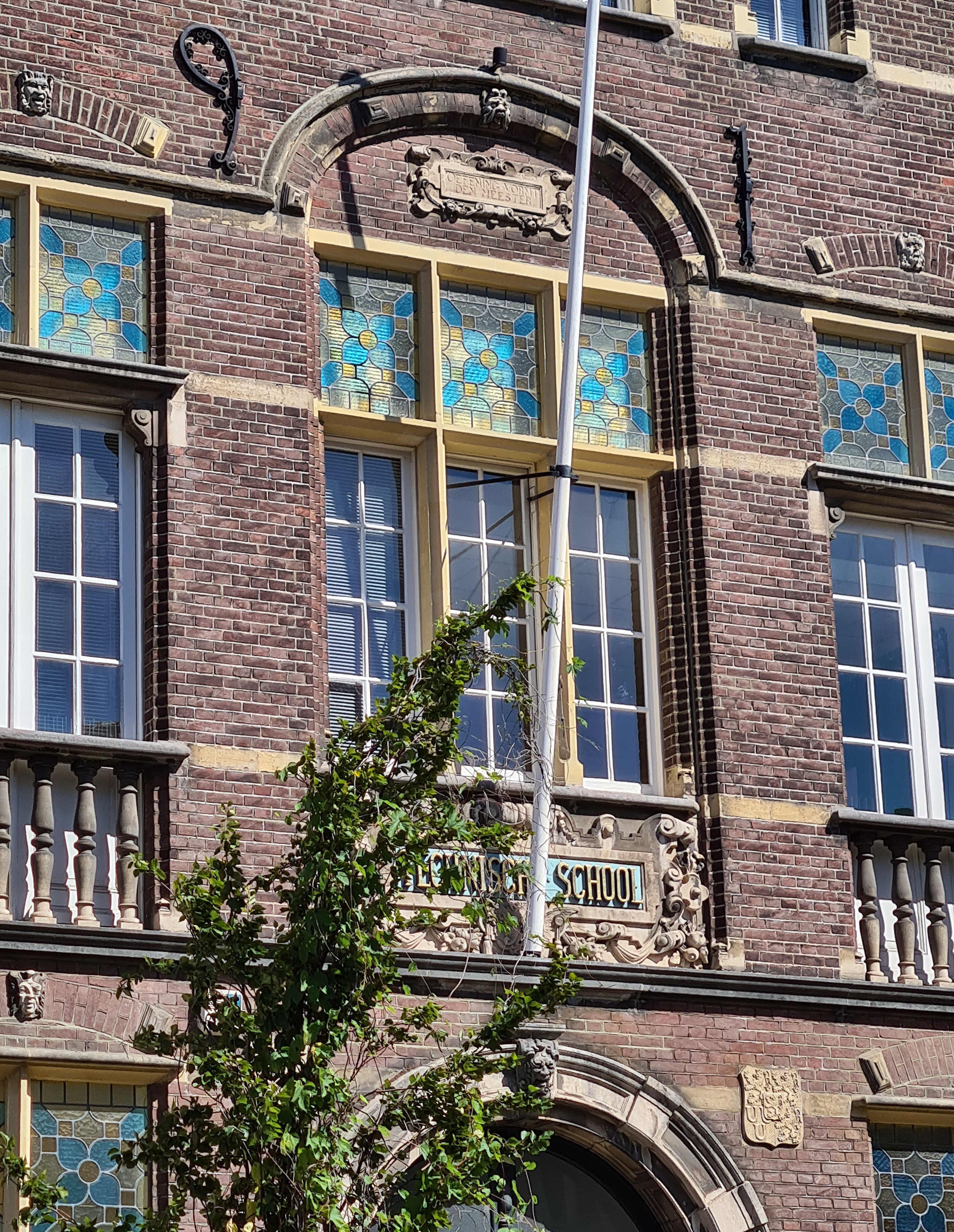
Idem, detail
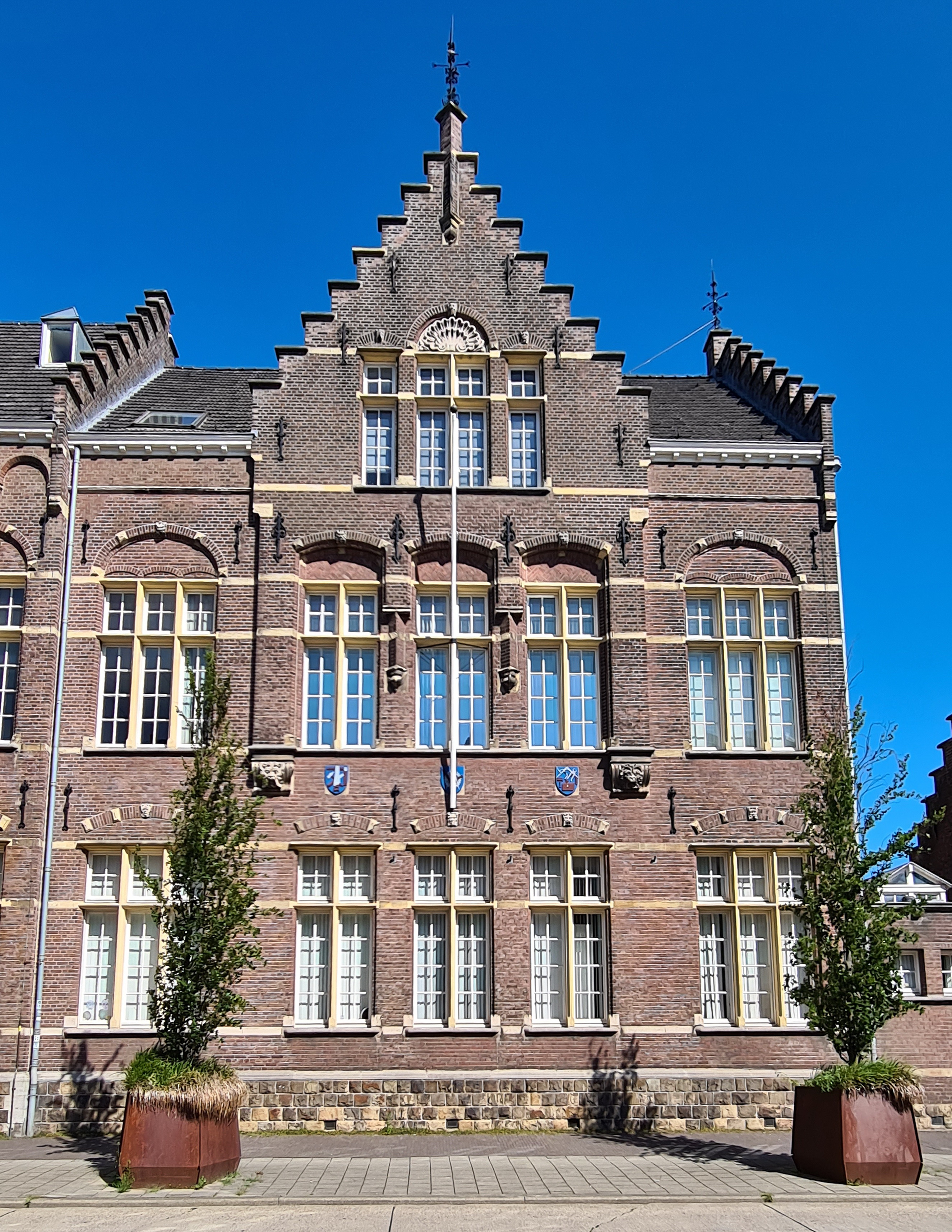
Rechter geveldeel
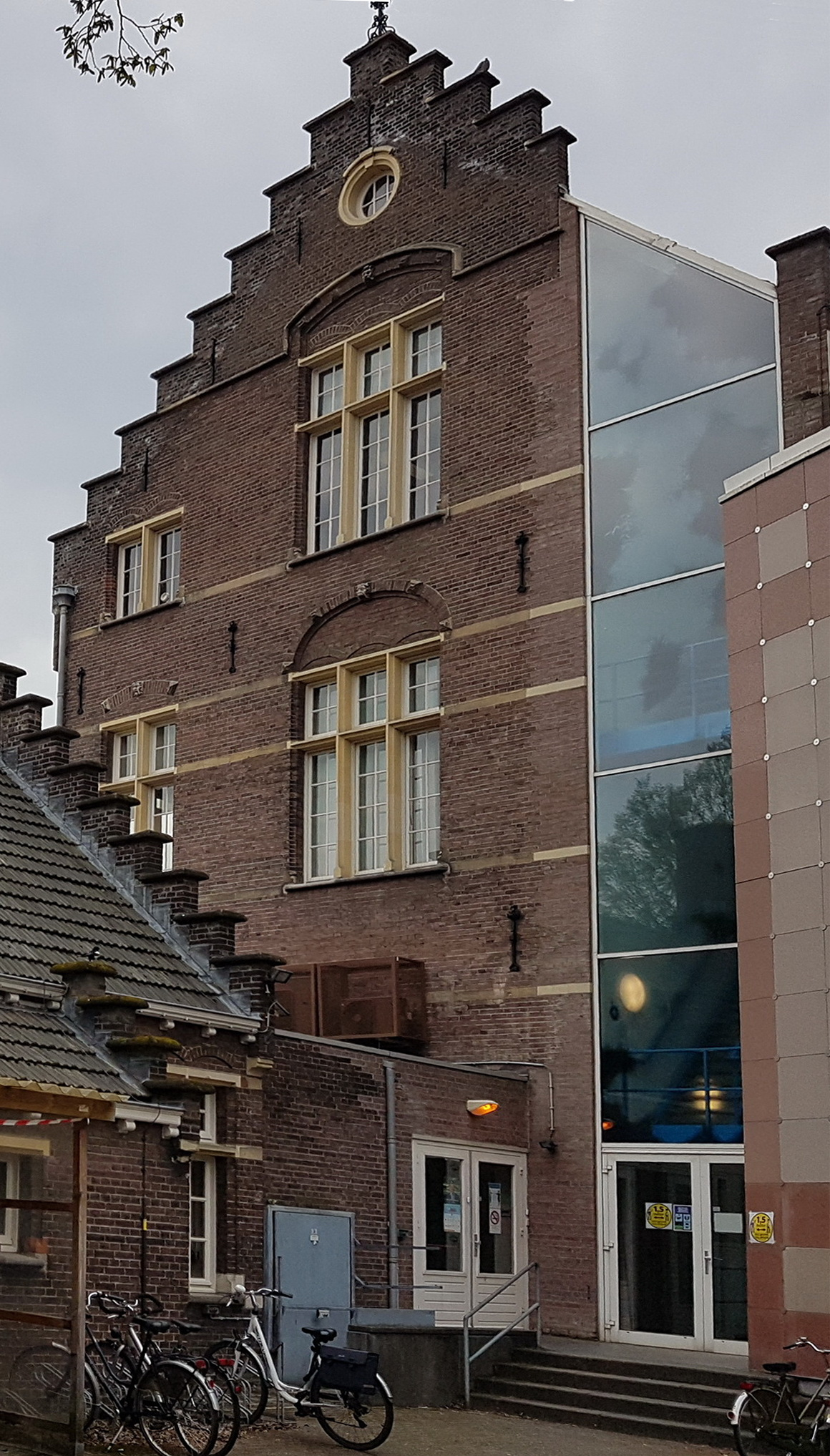
Gehavende oostgevel

### Interieur hoofdgebouw

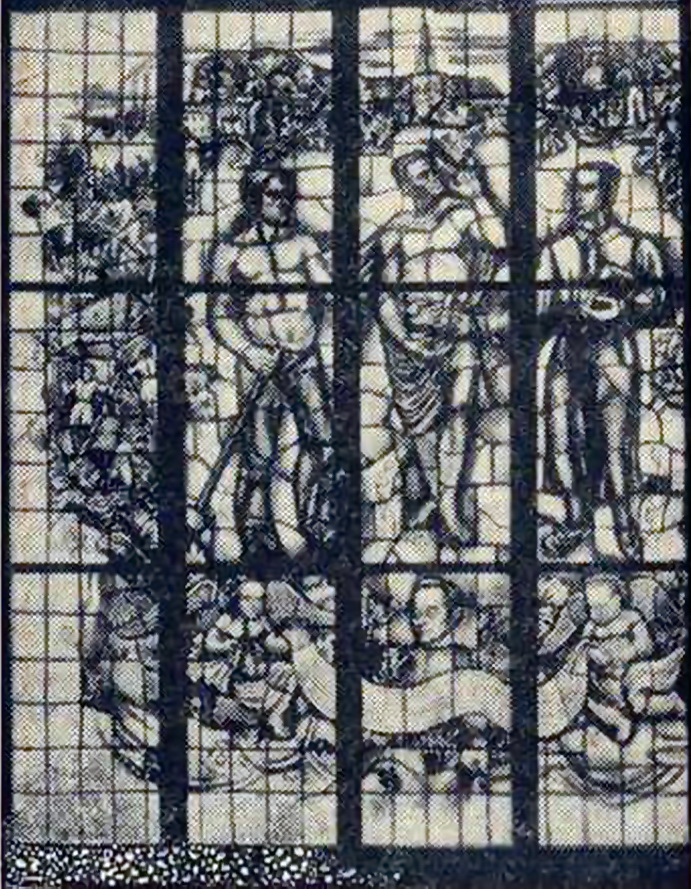
Het jubileumraam van H. Schoonbrood uit 1936, tot ca. 1990 in de hal van de Ambachtsschool. Rechts ontbreken drie panelen.

De indeling van het interieur is bij de verbouwing in de jaren negentig grotendeels in tact gebleven. Nieuwe kantoor- en bedrijfsruimten zijn gecreëerd met behulp van gipswanden. De wanden zijn wit gepleisterd met uitzondering van de gang- en deurlijsten, waar het metselwerk zichtbaar is gelaten. Bijzonder zijn de tegelvloeren, versierd met ingelegde motieven. In de centrale hal zijn de bakstenen gewelven en de stalen I-profielen nog te onderscheiden. Het centrale trappenhuis bevat hardstenen treden en smeedijzeren balustrades.
In 1936 werd ter gelegenheid van het 25-jarig bestaan van de school door de Maastichtse glazenier Henri Schoonbrood een groot glas-in-loodraam vervaardigd, bestaande uit vijftien panelen. Twaalf panelen zijn te zien op een eigentijdse, in het atelier gemaakte foto, waar het werk nog in aanmaak was. Het raam raakte tijdens de jaren van leegstand zwaar beschadigd. Drie panelen bleken onherstelbaar vernield. De overige werden verwijderd en in de nieuwe lts in Scharn opgeslagen.

### Portierswoning
Op de hoek van de Turennestraat ligt een bijna vrijliggend paviljoen, gebouwd in dezelfde stijl als het hoofdvolume, met talloze trapgevels. Dit zogenaamde portiershuis is anno 2021 in gebruik als buurthuis. Het is met de school verbonden via een deels vernieuwde gang onder een plat dak met een uitgebouwd dakvenster. Aan de zijde van de Sint Maartenslaan bevinden zich in dit geveldeel vier kleine vensters met een doorlopende vensterbank en een hardstenen kroonlijst met waterspuwers.
De portierswoning zelf heeft één bouwlaag, maar bevat daarnaast een souterrain- en een zolderverdieping onder een hoog T-dak met getrapte kopgevels en dakkapellen, allemaal voorzien van trapgevels. Op het snijpunt van de daknokken staat een hoge, decoratieve schoorsteen met afgeschuinde hoeken en siermetselwerk. De ingang bevindt zich in het midden van de gevel aan de Sint Maartenslaan en bestaat uit een houten paneeldeur met traceringen in het bovenlicht. Ter weerszijden bevinden zich twee dubbele kruiskozijnvensters. De trapgevel is voorzien van een enkel kruiskozijnvenster en twee ovale oeil-de-boeufvensters in mergellijsten. De gevel aan de zijde van de Turennestraat heeft een enkel en een dubbel kruiskozijnvenster, met daarboven twee deels in de gevel verzonken dakkapellen met trapgevels.

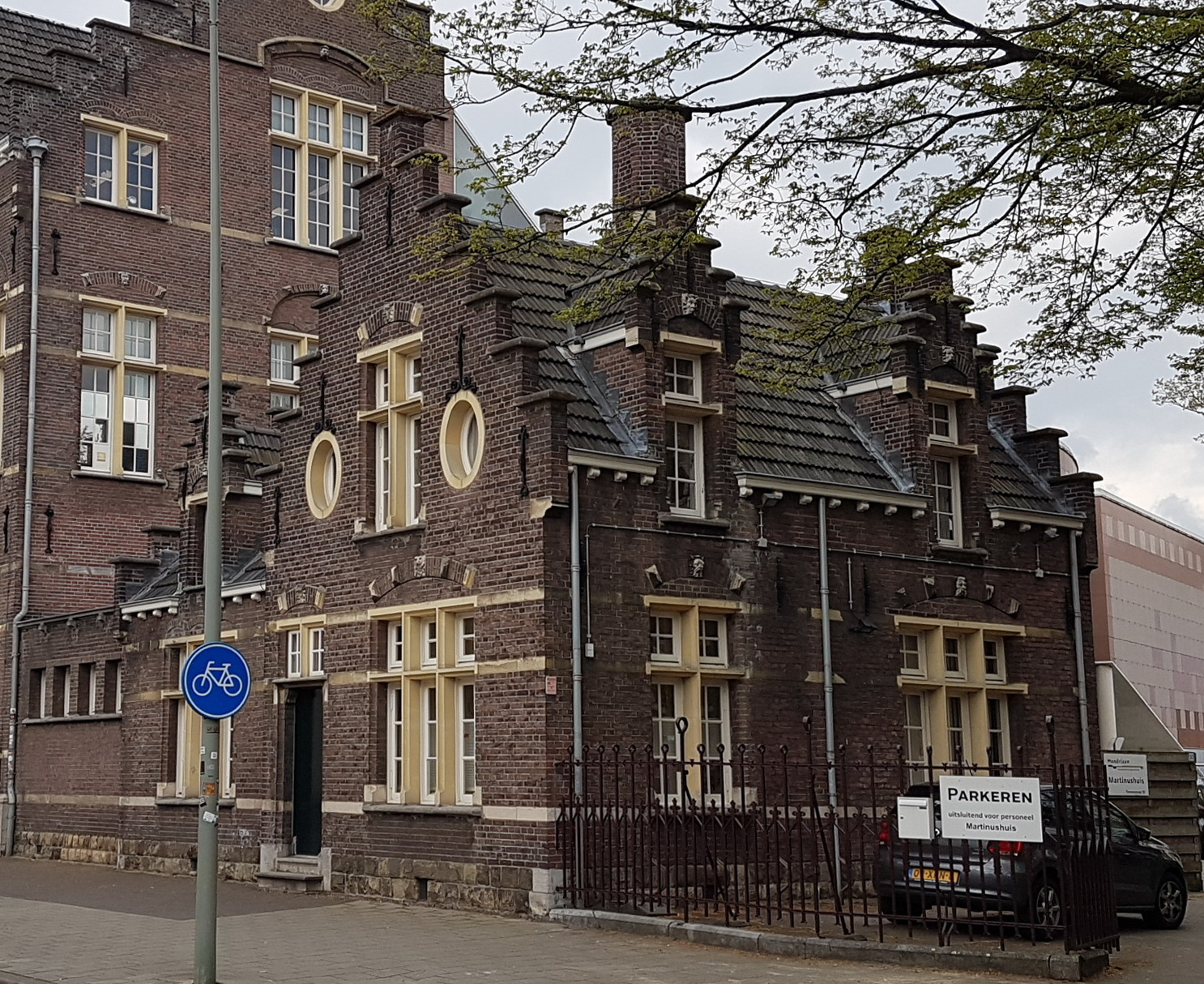
Overzicht portierswoning, voor- en zijgevel
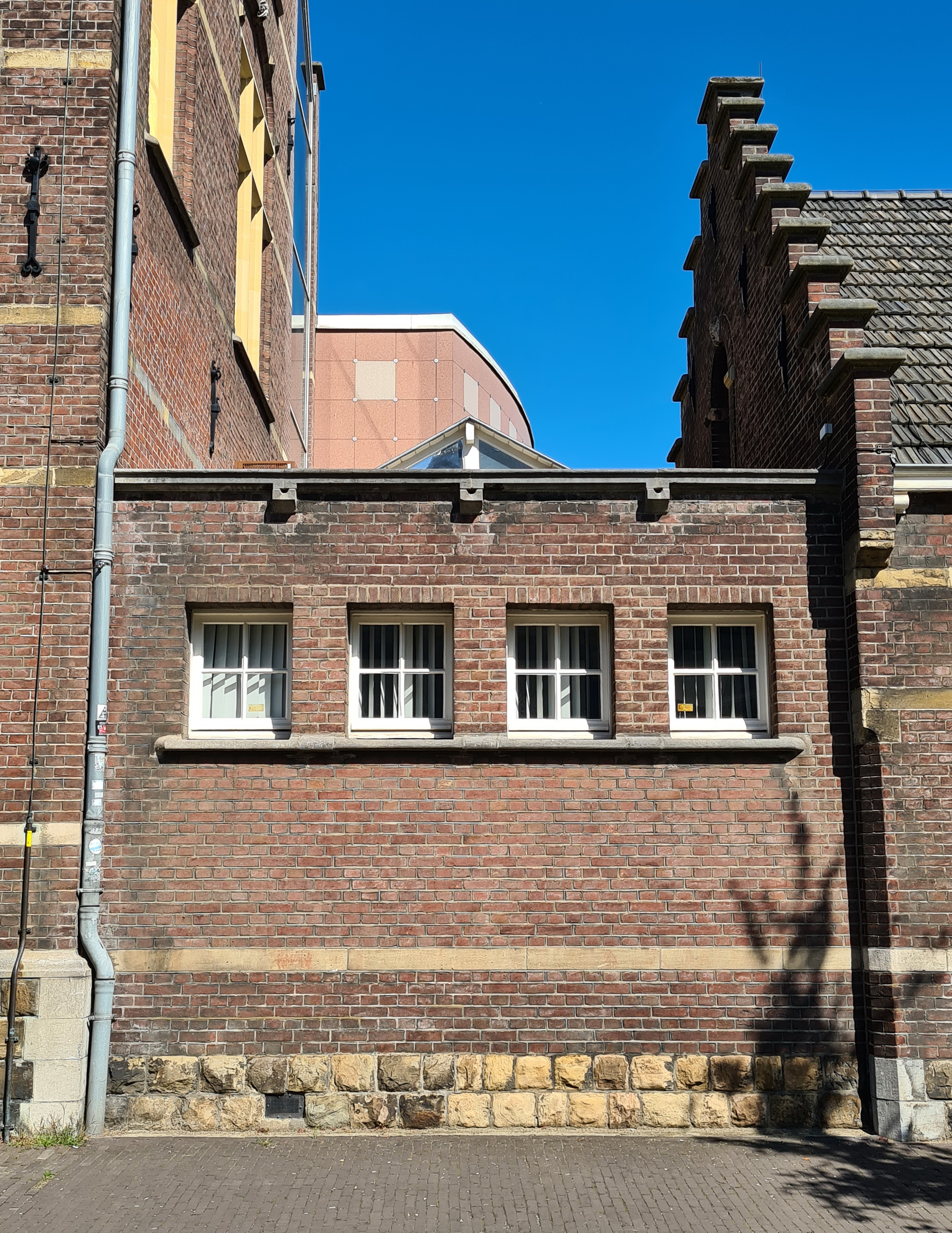
Gevel Sint Maartenslaan, verbindingsgang
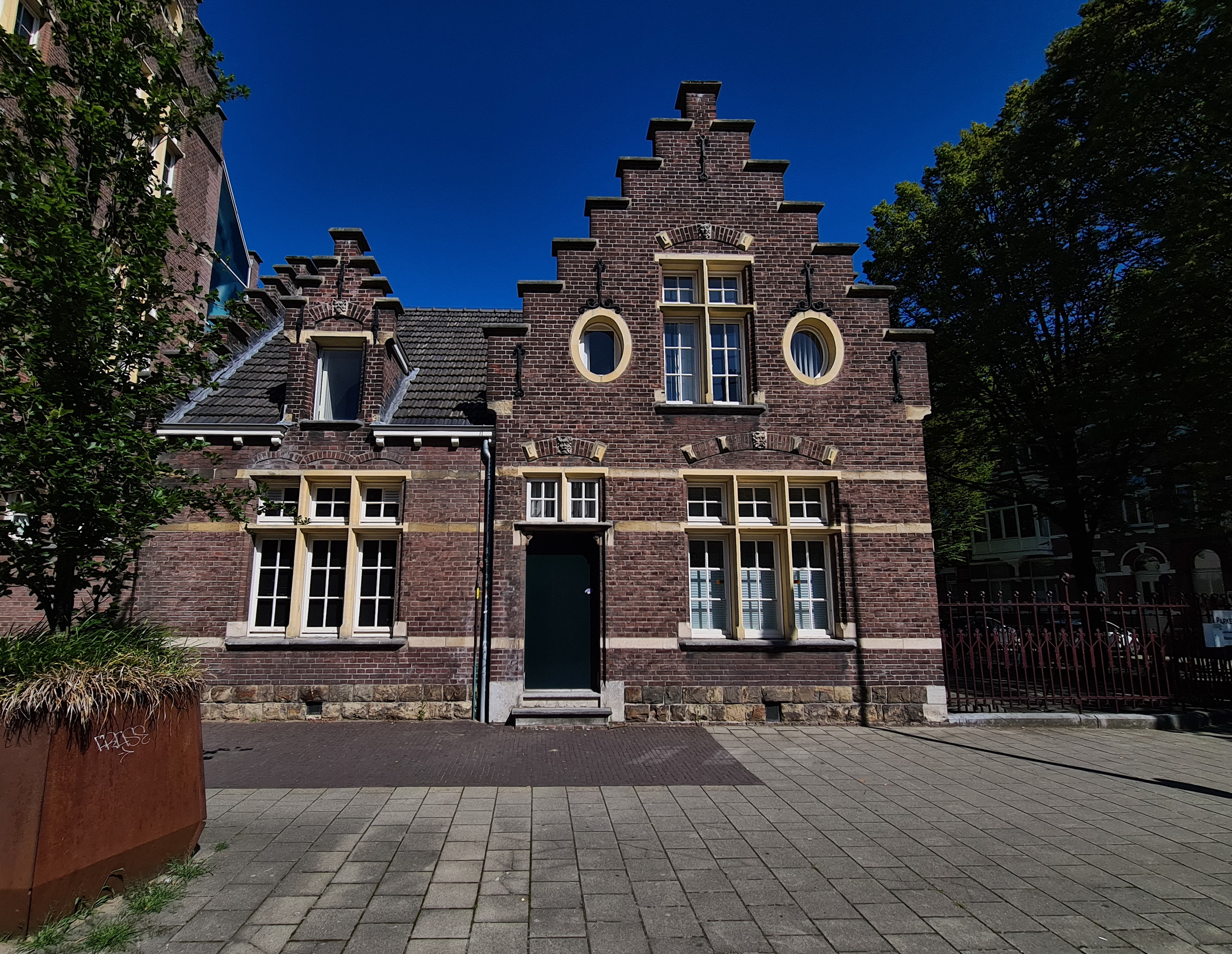
Gevel Sint Maartenslaan, trapgevels
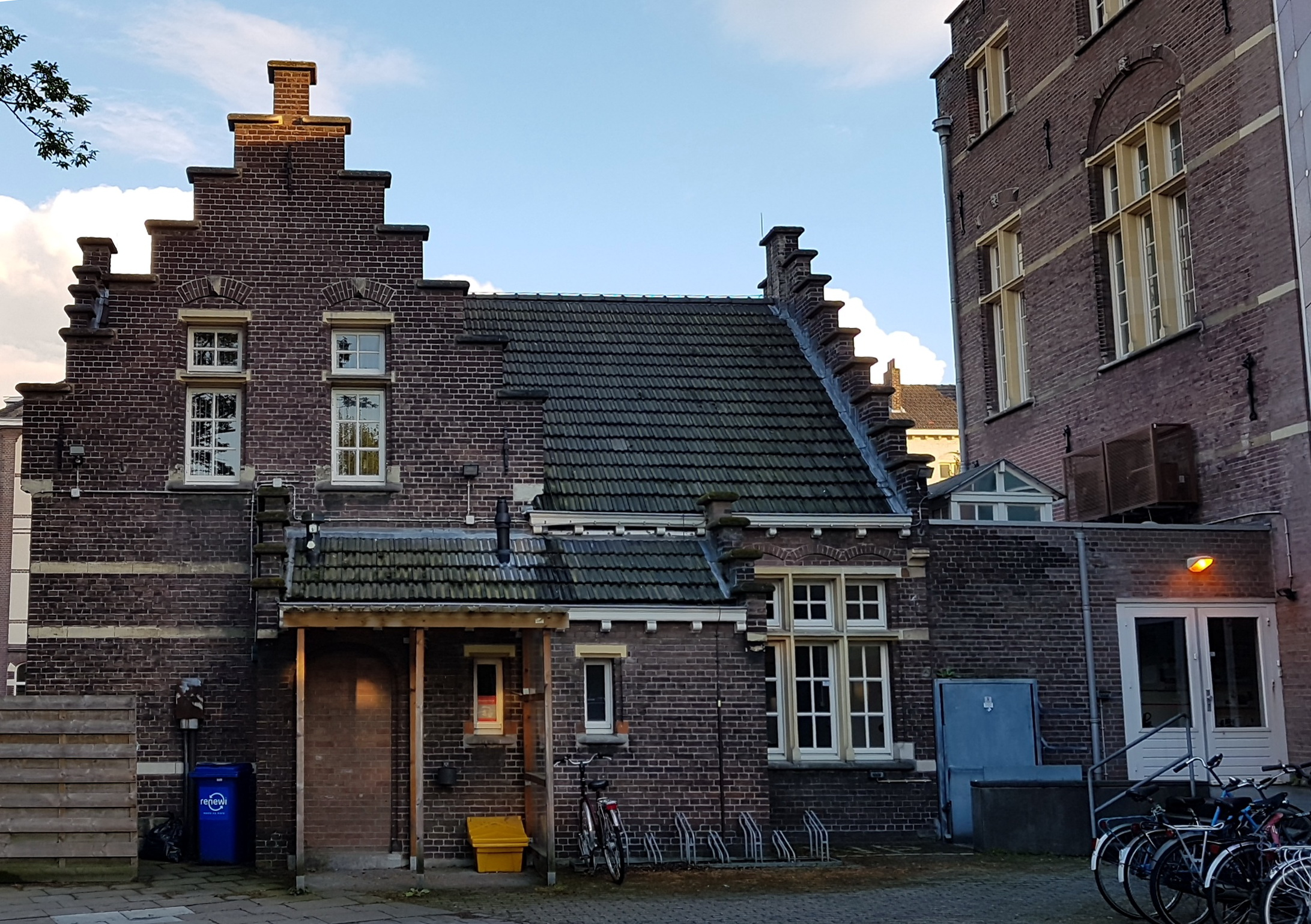
Achterzijde, Turennestraat